# Buben von Karlín
Als die sogenannten Buben von Karlín (tschechisch karlínští kluci) bezeichnete man in der Tschechoslowakei eine Gruppe von kommunistischen Funktionären und Gefolgsleuten des späteren Parteiführer Klement Gottwald, die 1929 die Führung der KPTsch übernahmen und diese in der Folge „stalinisierten“, was allgemein als „die Bolschewisierung der KPTsch“ in die Geschichte einging.

## Name und Zusammensetzung

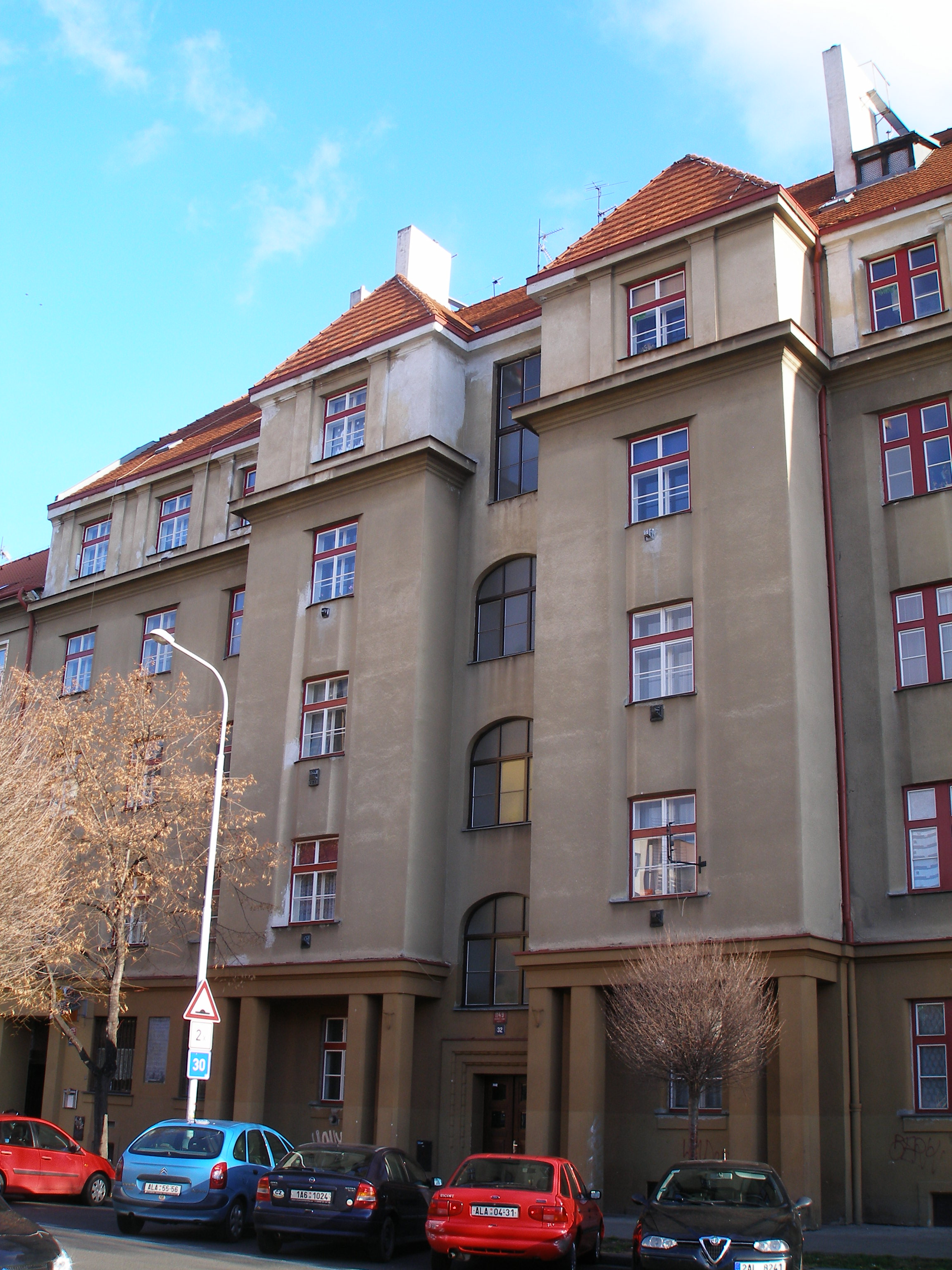
Kulturhaus Domovina, in dem der V. Parteitag der KPTsch stattfand

Die Bezeichnung „Buben von Karlín“ ist ein informeller Name für die Gruppe um Gottwald. Abgeleitet ist sie vom Prager Stadtteil Karlín, wo sich das Sekretariat der KPTsch befand und wo Gottwald arbeitete. Ursprünglich hat sie der Gründer der Partei Bohumír Šmeral und die ältere Generation der alten Parteiführung benutzt, um etwas hämisch das damals niedrige Alter der Anhänger von Gottwald in Frage zu stellen. Später hielt sich der Name allgemein und man bezeichnete damit die Funktionäre, welche die Bolschewisierung der Partei einleiteten und betrieben.
Außer Gottwald gehörte zu der Gruppe Rudolf Slánský, Jan Šverma, Václav Kopecký, Jaromír Dolanský, Viliam Široký, Pavel Reiman, Bruno Köhler und andere.

## Geschichte
Die KPTsch, die erst 1921 durch eine Abspaltung von der Sozialdemokratie entstand, behielt ihre relative Unabhängigkeit von der KPdSU, was auf Kritik aus Moskau stieß. Gottwald, der sich stark an Stalins Person orientierte, nahm sich vor, die Partei auf eine moskautreue Linie zu bringen. Eine Gelegenheit bot sich im Februar 1929 auf dem V. Parteitag der KPtsch, der überhastet und ohne wirkliche Ankündigung zusammengerufen wurde. Mit Hilfe seiner Gefolgsleute übernahm er die Parteiführung und wurde in das Zentralkomitee, Politbüro und zum Generalsekretär gewählt. Es folgte ein Stalinisierungskurs innerhalb der Partei, allgemein bekannt als Bolschewisierung.
Der tschechische Historiker Ladislav Niklíček sagte über die Gruppe, dass sie die Beschlüsse der Komintern höher stellten als die Interessen des tschechoslowakischen Staates.